# 鹹水輸送装置
鹹水輸送装置（かんすいゆそうそうち）は、製塩の過程で、塩田で沼井（ぬい）によって集められた鹹水を鹹水溜に送る装置である。アンコウ、ツツカエシとも言った。

## 概要
高架式、明渠式および暗渠式などがあり、地方によってさまざまであった。高架式は、塩田上に高さ1丈強の足場の上に箱を設置して、ここから竹管で塩田地盤下を通って釜屋近くにある鹹水溜に通じる。沼井の前壺にたまった鹹水を桶で汲んで肩にかついで箱に入れると、鹹水はしぜんに流れ落ち、地中の竹管をとおって鹹水溜に入る。明渠式は、塩田上に木樋、瓦、コンクリート製樋または粘土樋などによって、釜近くの1箇所に鹹水を集めて、汲み上げて鹹水溜に入れる。暗渠式は、上記のものを密閉し、塩田地下をつうじて1箇所に集まる構造である。のち、塩田上の沼井から竹管で直接一定の箇所に自然に鹹水を集め、これを動力で汲み上げるものも行なわれた。